# Экологическое ресурсоведение
Экологическое ресурсоведение — практическое направление экологической геологии, исследующее весь спектр морфологических, ретроспективных и прогнозных вопросов и проблем, связанных с обеспечением биоты (живых организмов) и, в первую очередь, человеческого сообщества минерально-сырьевыми ресурсами литосферы и ресурсами геологического пространства с позиций использования его для нужд человечества в эпоху активного техногенеза.
Акцент в этих исследованиях делается не на поиски и подсчет запасов полезных ископаемых, а на оценку их соответствия современному уровню потребления и рационального использования с учётом экологических последствий. По существу при этом решается вопрос о регламентации потребления минерально-сырьевых ресурсов литосферы с учётом сохранения и нормального функционирования экосистем высокого уровня организации. С экологических позиций оцениваются и ресурсы геологического пространства.